# اندیس چمن لاله
چمن لاله یک اندیس مصالح ساختمانی است که در حوالی شهر مسجد سلیمان استان خوزستان قرار دارد و مادهٔ معدنی موجود در آن، مارن است.سنگ میزبان این اندیس آهک و مارن است و دیرینگی آن به دوران میوسن می‌رسد. 